# Туладжі Ангрія
Туладжі Ангрія (д/н — бл. 1786) — політичний та військовий діяч маратхів, саркхел (адмірал) в 1748—1756 роках.

## Життєпис
Один з молодших синів саркхела Канходжі Ангрія та наложниці (або молодшої дружини). замолоду брав участь у морських походах під проводом зведеного брата Самбхаджі.
1740 року очолював морські сили під час кампанії проти іншого брата Манаджі. Втім у битві біля Колаби зазнав поразки від британського флоту, потрапивши у полон. Після укладання миру повернувся до Самбхаджі. З 1745 року очолював флот, з яким здійснював активні напади на британські, голландські та португальські судна.
По смерті Самбхаджі 1748 року успадкував його володіння, прийнявши титул саркхела. Уклав союз з чхатрапаті Шахуджі. Невдовзі за цим уклав мирну гоуду з губернатором Португальської Індії.
Зосередив увагу на боротьбі проти британського торгівельного флоту. Збудував 8 бойових суден по 400 т кожне. 1749 року атакував британський флот, але після запеклого бою вимушений був відступити до форту Віджаядург (відомий також як Ґерія). Невдовзі виступив проти португальців в Мангалорі, оскільки термін перемир'я сплив. Туладжі сплюндрував околиці, порт та захопив увесь крам.
У 1750 році з більшим успіхом напав на інший британський флот, що рухався до Бомбею. Того ж року захопив португальську фортецю Гонавар. У лютому 1754 року атакував голландську флотилію, знищивши 2 судна й захопивши одне. Сила та активність флоту Ангрії були настільки значними, що Британській Ост-Індській компанії коштувало 50 тис. фунтів стерлінгів на рік, щоб захистити свою торгівлю.
Піднесений цим успіхом Туладжі побудував кілька суден, зокрема два великі резервні кораблі, і похвалився, що незабаром він стане господарем Індійських морів. У відповідь британці уклали союз з пешвою Баладжі Баджі Рао, спрямований на знищення Туладжі. Основний удар став планувати на форт Віджаядург, який за потугою порівнювали з Гібралтаром. В грудні 1755 року почалася підготовка до кампанії.
7 квітня 1756 року флот з 24 військових суден на чолі із віцеадміралом Чарльзом Ватсоном і 800 англійськими та 600 корінними військами (300 — португальці і 300 — сіпаї), ротою гармашів на чолі із підполковником Робертом Клайвом за підтримки флоту пешви (4 граби і 40 галліватів) рушили проти Віджаядурга. З суходолу форт блокувала амрія пешви.
Туладжі Ангрія, переляканий потугою ворожого флоту, залишив фортецю, здавшись 12 квітня армії пешви. Проте британці стали вимагати передати Віджаядург їм, проте залога Ангрії відмовилася це зроби. Сам Туланджі вів перемовини стосовно поступки фортеці пешві. Після 2 днів важкого бомбардування Віджаядург здався Роберту Клайву. Ворог захопив краму на 1 млн. 250 тис. рупій, 250 гармат, 6 мідних мортир, величезну кількість магазинів та боєприпасів. За цим було знищено найбільш вантажні судна Тунаджі. Банкот з 8 навколишніми селами і Дасгоан були передано Британській Ост-Індській компанії, решта відійшла до володінь пешви.
Тунаджі Ангрія разом з 6 своїми дружинами до кінця життя мешкав в ув'язненні — спочатку в Райгаді, потім Шолапурі. Помер тут близько 1786 року.